# Nkem-nkum
L'nkem-nkum és una llengua que es parla al sud-est de Nigèria, a la LGA d'Ogoja, a l'estat de Cross River.
L'nkem-nkum és una llengua que pertany a la subfamília de les llengües bakor, que pertanyen a les llengües bantus anomenades llengües ekoid. Les altres llengües de la seva subfamília són l'abanyom, l'ekajuk, l'nde-nsele-nta, l'efutop i l'nnam. Totes elles es parlen a Nigèria.

## Ús i dialectologia
L'nkem és una llengua que gaudeix d'un ús vigorós (6a); no està estandarditzada però és parlada per persones de totes les edats. Es parla a casa i gaudeix d'actituds positives. La majoria dels parlants de nkem parlen també pidgin nigerià i alguns entenen l'ekajuk i el nnam. Els nens s'escolaritzen en anglès.
Els dos dialectes principals de la llengua són l'nkem i l'nkum; aquests tenen diversos sub-dialectes i entre ells són intel·ligibles en més del 75%. L'abanyom, l'nnam i l'ekajuk són les llengües més properes de l'nkem.

## Població i religió
El 92% dels 64.000 parlants de nkem són cristians; d'aquests, el 60% són protestants, el 30% pertanyen a esglésies cristianes independents i el 10% són catòlics. El 8% dels nkems restants creuen en religions tradicionals africanes.
Segons l'ethnologue hi ha 26.600 parlants de la variant dialectal de nkem i 24.400 de la variant de nkum.